# Football Manager (computerspel uit 1982)
Football Manager is een computerspel dat werd ontwikkeld en uitgegeven door Addictive Games. Het spel was geprogrammeerd door Kevin Toms en kwam in 1982 uit voor verschillende homecomputers. Het spel is een voetbalmanagement simulatiespel. Bij het uitkomen van het spel was dit een nieuw genre. De speler begint in de vierde divisie en kan in de hoogste divisie komen en bekers winnen. Het is mogelijk om spelers aan te kopen en te verkopen. Hun moraal en eigenschappen variëren per seizoen. Het is mogelijk geld te lenen, maar de dagelijkse rekeningen moeten betaald worden. De wedstrijden bestaan uit een korte weergave van de hoogtepunten. Op de Amiga was het spel voorzien van spraak waarmee de divisie uitslagen worden voorgelezen. Het spel wordt bediend met het toetsenbord.

## Ontvangst
| Beoordeeld door                       | Jaar | Platform             | Score |
| ------------------------------------- | ---- | -------------------- | ----- |
| ACE (Advanced Computer Entertainment) | 1989 | Amiga                | 100%  |
| ACE (Advanced Computer Entertainment) | 1989 | Atari ST             | 100%  |
| ASM (Aktueller Software Markt)        | 1986 | ZX Spectrum          | 93%   |
| ACE (Advanced Computer Entertainment) | 1990 | ZX Spectrum          | 91%   |
| Atari ST User                         | 1988 | Atari ST             | 90%   |
| Gamestyle                             | 2008 | ZX Spectrum          | 90%   |
| ASM (Aktueller Software Markt)        | 1986 | Atari 8-bit          | 87%   |
| Eurogamer.net (UK)                    | 2007 | ZX Spectrum          | 80%   |
| Micro 7                               | 1984 | ZX Spectrum          | 67%   |
| Commodore User                        | 1986 | Commodore 16, Plus/4 | 60%   |